# Тофик
Тофик, Тауфик (араб. توفيق‎ — «Удача», «Умиротворение») — арабское имя, происходит от глагола «w-f-q» — «соответствовать». Имя является однокоренным с таким словом, как «иттифак» (единодушие; Иттифак аль-Муслимин — «Союз мусульман тофик (1852—1892) — хедив Египта в 1879—1892 гг.